# Erwin Knosp
Erwin Knosp (* 26. August 1961 in Renchen, Baden-Württemberg) ist ein deutscher Ringer im freien Stil, mehrfacher Deutscher Meister und Olympiateilnehmer. Er startete für den ASV Urloffen.
Bereits als Jugendlicher kam Erwin Knosp zum Ringen – gefördert durch seinen älteren Bruder Martin Knosp.
Als Senior kämpfte Erwin erfolgreich im Leichtgewicht (Kategorie bis 68 kg). Die großen Erfolge seines Bruders Martin erreichte er zwar nicht; Erwin Knosp war jedoch ein stets einsatzbereiter und damit wertvoller Mannschaftsringer.
Beruflich ist Erwin Knosp als Polizeibeamter tätig. Er lebt mit seiner Frau und seinen drei Kindern in Urloffen.